# Nova Ponente
Nova Ponente, németül: Deutschnofen, település Olaszországban, Bolzano autonóm megyében. Lakosainak száma 4034 fő (2023. január 1.). Nova Ponente Bolzano, Cornedo all’Isarco, Nova Levante, Predazzo, Tesero, Ville di Fiemme, Aldino, Bronzolo és Laives községekkel határos.

## Népesség
A település népességének változása:
| Lakosok száma | 3566 | 3922 | 3917 | 4034 |
|               | 2008 | 2017 | 2018 | 2023 |